# Championnat du Roraima de football
 (février 2025).
Si vous disposez d'ouvrages ou d'articles de référence ou si vous connaissez des sites web de qualité traitant du thème abordé ici, merci de compléter l'article en donnant les références utiles à sa vérifiabilité et en les liant à la section « Notes et références ».
Le championnat du Roraima de football ou championnat roraimense (campeonato roraimense en portugais) est une compétition de football qui réunit les clubs de l'État du Roraima, au Brésil. Il est organisé depuis 1946.

## Palmarès[1],[2]
| Année | Champion                    |
| ----- | --------------------------- |
| 1946  | Atlético Roraima (1)        |
| 1947  | Non joué                    |
| 1948  | Atlético Roraima (2)        |
| 1949  | Atlético Roraima (3)        |
| 1950  | Baré (1)                    |
| 1951  | Atlético Roraima (4)        |
| 1952  | Rio Branco (1)              |
| 1953  | Baré (2)                    |
| 1954  | Atlético Roraima (5)        |
| 1954  | Baré (3)                    |
| 1955  | Baré (4)                    |
| 1956  | Baré (5)                    |
| 1957  | Baré (6)                    |
| 1958  | Baré (7)                    |
| 1959  | Non joué                    |
| 1960  | Baré (8)                    |
| 1961  | Baré (9)                    |
| 1962  | Baré (10)                   |
| 1963  | Baré (11)                   |
| 1964  | Baré (12)                   |
| 1965  | Baré (13)                   |
| 1966  | Non joué                    |
| 1967  | Náutico (1)                 |
| 1968  | Baré (14)                   |
| 1969  | Baré (15)                   |
| 1970  | Baré (16)                   |
| 1971  | Non terminé                 |
| 1972  | Atlético Roraima (6)        |
| 1972  | Baré (17)                   |
| 1973  | Non joué                    |
| 1974  | São Francisco (1)           |
| 1975  | Atlético Roraima (7)        |
| 1976  | Atlético Roraima (8)        |
| 1977  | São Raimundo (1)            |
| 1978  | Atlético Roraima (9)        |
| 1979  | Ríver (1)                   |
| 1980  | Atlético Roraima (10)       |
| 1981  | Atlético Roraima (11)       |
| 1982  | Baré (18)                   |
| 1983  | Atlético Roraima (12)       |
| 1984  | Baré (19)                   |
| 1985  | Atlético Roraima (13)       |
| 1986  | Baré (20)                   |
| 1987  | Atlético Roraima (14)       |
| 1988  | Baré (21)                   |
| 1989  | Ríver (2)                   |
| 1990  | Atlético Roraima (15)       |
| 1991  | Rio Negro (1)               |
| 1992  | São Raimundo (2)            |
| 1993  | Atlético Roraima (16)       |
| 1994  | Ríver (3)                   |
| 1995  | Atlético Roraima (17)       |
| 1996  | Baré (22)                   |
| 1997  | Baré (23)                   |
| 1998  | Atlético Roraima (18)       |
| 1999  | Baré (24)                   |
| 2000  | Rio Negro (2)               |
| 2001  | Atlético Roraima (19)       |
| 2002  | Atlético Roraima (20)       |
| 2003  | Atlético Roraima (21)       |
| 2004  | São Raimundo (3)            |
| 2005  | São Raimundo (4)            |
| 2006  | Baré (25)                   |
| 2007  | Atlético Roraima (22)       |
| 2008  | Atlético Roraima (23)       |
| 2009  | Atlético Roraima (24)       |
| 2010  | Baré (26)                   |
| 2011  | Real (1)                    |
| 2012  | São Raimundo (5)            |
| 2013  | Náutico (2)                 |
| 2014  | São Raimundo (6)            |
| 2015  | Náutico (3)                 |
| 2016  | São Raimundo (7)            |
| 2017  | São Raimundo (8)            |
| 2018  | São Raimundo (9)            |
| 2019  | São Raimundo (10)           |
| 2020  | São Raimundo (11)           |
| 2021  | São Raimundo (12)           |
| 2022  | São Raimundo (13)           |
| 2023  | São Raimundo (14)           |
| 2024  | Grémio Atlético Sampaio (1) |

## Bilan
| Club                    | Titres | Années |
| ----------------------- | ------ | --- |
| Baré                    | 26     | 1950, 1953, 1954, 1955, 1956, 1957, 1958, 1960, 1961, 1962, 1963, 1964, 1965, 1968, 1969, 1970, 1972, 1982, 1984, 1986, 1988, 1996, 1997, 1999, 2006, 2010 |
| Atlético Roraima        | 24     | 1946, 1948, 1949, 1951, 1954, 1972, 1975, 1976, 1978, 1980, 1981, 1983, 1985, 1987, 1990, 1993, 1995, 1998, 2001, 2002, 2003, 2007, 2008, 2009             |
| São Raimundo            | 14     | 1977, 1992, 2004, 2005, 2012, 2014, 2016, 2017, 2018, 2019, 2020, 2021, 2022, 2023                                                                         |
| Náutico                 | 3      | 1967, 2013, 2015 |
| River                   | 3      | 1979, 1989, 1994 |
| Rio Negro               | 2      | 1991, 2000 |
| Real                    | 1      | 2011 |
| Rio Branco              | 1      | 1952 |
| São Francisco           | 1      | 1974 |
| Grémio Atlético Sampaio | 1      | 2024 |